# Liste des chapelles de la Vendée
La liste des chapelles de la Vendée présente les chapelles de culte catholique situées sur le territoire des communes du départements français de la Vendée.
Il est fait état des diverses protections dont elles peuvent bénéficier, et notamment les inscriptions et classements au titre des monuments historiques.
Toutes sont situées dans le diocèse de Luçon.

## Liste
| Chapelle                                                                               | Commune                      | Adresse | Coordonnées                        | Notice         | Protection | Date | Illustration                                                                           |
| -------------------------------------------------------------------------------------- | ---------------------------- | ------- | ---------------------------------- | -------------- | ---------- | ---- | -------------------------------------------------------------------------------------- |
| Chapelle Saint-Joseph d'Aizenay                                                        | Aizenay                      |         | 46° 44′ 30″ nord, 1° 36′ 44″ ouest |                |            |      | Chapelle Saint-Joseph d'Aizenay                                                        |
| Chapelle du château d'Apremont                                                         | Apremont                     |         | 46° 44′ 55″ nord, 1° 44′ 28″ ouest |                |            |      | Chapelle du château d'Apremont                                                         |
| Chapelle de l'école privée Sainte-Anne de Bazoges-en-Pareds                            | Bazoges-en-Pareds            |         | 46° 39′ 29″ nord, 0° 54′ 57″ ouest |                |            |      | Image manquante Téléverser                                                             |
| Chapelle d'Aziré                                                                       | Benet                        |         | 46° 22′ 00″ nord, 0° 38′ 29″ ouest |                |            |      | Image manquante Téléverser                                                             |
| Chapelle de Lesson                                                                     | Benet                        |         | 46° 22′ 59″ nord, 0° 34′ 22″ ouest |                |            |      | Image manquante Téléverser                                                             |
| Chapelle de Courdault                                                                  | Bouillé-Courdault            |         | 46° 22′ 56″ nord, 0° 40′ 15″ ouest |                |            |      | Image manquante Téléverser                                                             |
| Chapelle de la Reynerie de Bouin                                                       | Bouin                        |         | 46° 58′ 27″ nord, 1° 59′ 38″ ouest |                |            |      | Image manquante Téléverser                                                             |
| Chapelle de l'hospice la Madeleine de Bouin                                            | Bouin                        |         | 46° 58′ 26″ nord, 1° 59′ 45″ ouest |                |            |      | Image manquante Téléverser                                                             |
| Chapelle du couvent de Bouin                                                           | Bouin                        |         | 46° 58′ 23″ nord, 1° 59′ 58″ ouest |                |            |      | Image manquante Téléverser                                                             |
| Chapelle Saint-Julien de Bouin                                                         | Bouin                        |         | 46° 58′ 32″ nord, 1° 59′ 56″ ouest |                |            |      | Chapelle Saint-Julien de Bouin                                                         |
| Chapelle Notre-Dame-de-Lourdes de la Ricotière                                         | Bournezeau                   |         | 46° 35′ 56″ nord, 1° 04′ 37″ ouest |                |            |      | Image manquante Téléverser                                                             |
| Chapelle du centre spirituel de l'Immaculée de Chaillé-les-Marais                      | Chaillé-les-Marais           |         | 46° 23′ 40″ nord, 1° 01′ 18″ ouest |                |            |      | Image manquante Téléverser                                                             |
| Chapelle de la Commanderie de Coudrie                                                  | Challans                     |         | 46° 51′ 16″ nord, 1° 47′ 31″ ouest |                |            |      | Image manquante Téléverser                                                             |
| Chapelle de l'Immaculée-Conception de la Bloire                                        | Challans                     |         | 46° 50′ 06″ nord, 1° 51′ 02″ ouest |                |            |      | Chapelle de l'Immaculée-Conception de la Bloire                                        |
| Chapelle des Villates                                                                  | Chantonnay                   |         | 46° 41′ 13″ nord, 1° 05′ 39″ ouest |                |            |      | Image manquante Téléverser                                                             |
| Chapelle du Charpre                                                                    | Chantonnay                   |         | 46° 38′ 38″ nord, 1° 02′ 34″ ouest |                |            |      | Image manquante Téléverser                                                             |
| Chapelle Notre-Dame du Fuiteau                                                         | Chantonnay                   |         | 46° 38′ 51″ nord, 1° 04′ 24″ ouest |                |            |      | Image manquante Téléverser                                                             |
| Chapelle de Notre-Dame-de-l'Élu de Mocard                                              | Chanverrie                   |         | 46° 57′ 58″ nord, 0° 59′ 48″ ouest |                |            |      | Image manquante Téléverser                                                             |
| Chapelle Notre-Dame-de-Lourdes de Chambretaud                                          | Chanverrie                   |         | 46° 55′ 17″ nord, 0° 57′ 52″ ouest |                |            |      | Chapelle Notre-Dame-de-Lourdes de Chambretaud                                          |
| Chapelle de Bénaston                                                                   | Chavagnes-en-Paillers        |         | 46° 52′ 50″ nord, 1° 16′ 13″ ouest |                |            |      | Image manquante Téléverser                                                             |
| Chapelle de la congrégation des Fils de Marie-Immaculée de Chavagnes-en-Paillers       | Chavagnes-en-Paillers        |         | 46° 53′ 32″ nord, 1° 14′ 59″ ouest |                |            |      | Image manquante Téléverser                                                             |
| Chapelle de la congrégation du Sacré-Cœur de Chavagnes-en-Paillers                     | Chavagnes-en-Paillers        |         | 46° 53′ 34″ nord, 1° 14′ 56″ ouest |                |            |      | Image manquante Téléverser                                                             |
| Chapelle du Petit Séminaire de Chavagnes-en-Paillers                                   | Chavagnes-en-Paillers        |         | 46° 53′ 38″ nord, 1° 15′ 03″ ouest |                |            |      | Image manquante Téléverser                                                             |
| Chapelle du Carmel de la Fouchardière                                                  | Chavagnes-en-Paillers        |         | 46° 55′ 29″ nord, 1° 13′ 42″ ouest |                |            |      | Image manquante Téléverser                                                             |
| Chapelle du Cormier                                                                    | Chavagnes-en-Paillers        |         | 46° 54′ 20″ nord, 1° 14′ 57″ ouest |                |            |      | Image manquante Téléverser                                                             |
| Chapelle du couvent des Ursulines de Jésus de Chavagnes-en-Paillers                    | Chavagnes-en-Paillers        |         | 46° 53′ 34″ nord, 1° 14′ 55″ ouest |                |            |      | Image manquante Téléverser                                                             |
| Chapelle du Père Baudoin de l'ancien Petit Séminaire de Chavagnes-en-Paillers          | Chavagnes-en-Paillers        |         | 46° 53′ 37″ nord, 1° 15′ 03″ ouest |                |            |      | Image manquante Téléverser                                                             |
| Chapelle Notre-Dame de la Ménardière                                                   | Chavagnes-en-Paillers        |         | 46° 54′ 26″ nord, 1° 16′ 02″ ouest |                |            |      | Image manquante Téléverser                                                             |
| Chapelle Notre-Dame-des-Mineurs de Cheffois                                            | Cheffois                     |         | 46° 39′ 50″ nord, 0° 47′ 07″ ouest |                |            |      | Chapelle Notre-Dame-des-Mineurs de Cheffois                                            |
| Chapelle Notre-Dame-du-Sacré-Cœur de Hucheloup                                         | Cugand                       |         | 47° 03′ 29″ nord, 1° 13′ 31″ ouest |                |            |      | Image manquante Téléverser                                                             |
| Chapelle Margerie de Margerie                                                          | Dompierre-sur-Yon            |         | 46° 44′ 27″ nord, 1° 23′ 15″ ouest |                |            |      | Image manquante Téléverser                                                             |
| Chapelle des mineurs de Faymoreau                                                      | Faymoreau                    |         | 46° 33′ 23″ nord, 0° 37′ 45″ ouest |                |            |      | Chapelle des mineurs de Faymoreau                                                      |
| Chapelle de l'Union Chrétienne de Fontenay-le-Comte                                    | Fontenay-le-Comte            |         | 46° 28′ 00″ nord, 0° 48′ 32″ ouest |                |            |      | Image manquante Téléverser                                                             |
| Chapelle des Carmélites de Fontenay-le-Comte                                           | Fontenay-le-Comte            |         | 46° 27′ 54″ nord, 0° 48′ 37″ ouest |                |            |      | Chapelle des Carmélites de Fontenay-le-Comte                                           |
| Chapelle du couvent des Tiercelettes de Fontenay-le-Comte                              | Fontenay-le-Comte            |         | 46° 28′ 08″ nord, 0° 49′ 01″ ouest |                |            |      | Image manquante Téléverser                                                             |
| Chapelle Notre-Dame de Fontenay-le-Comte                                               | Fontenay-le-Comte            |         | 46° 28′ 03″ nord, 0° 48′ 50″ ouest |                |            |      | Image manquante Téléverser                                                             |
| Chapelle Saint-Jacques de Fontenay-le-Comte                                            | Fontenay-le-Comte            |         | 46° 28′ 04″ nord, 0° 48′ 44″ ouest |                |            |      | Image manquante Téléverser                                                             |
| Chapelle Notre-Dame-de-la-Pitié de Grand'Landes                                        | Grand'Landes                 |         | 46° 49′ 18″ nord, 1° 38′ 59″ ouest |                |            |      | Chapelle Notre-Dame-de-la-Pitié de Grand'Landes                                        |
| Chapelle du château de la Bénatonnière de Grosbreuil                                   | Grosbreuil                   |         | 46° 32′ 03″ nord, 1° 37′ 22″ ouest |                |            |      | Image manquante Téléverser                                                             |
| Chapelle Sainte-Anne de Jard-sur-Mer                                                   | Jard-sur-Mer                 |         | 46° 25′ 03″ nord, 1° 34′ 40″ ouest |                |            |      | Chapelle Sainte-Anne de Jard-sur-Mer                                                   |
| Chapelle Sainte-Thérèse de La Faute-sur-Mer                                            | L'Aiguillon-la-Presqu'île    |         | 46° 19′ 52″ nord, 1° 19′ 24″ ouest |                |            |      | Chapelle Sainte-Thérèse de La Faute-sur-Mer                                            |
| Chapelle du Père-de-Montfort de Ker-Châlon                                             | L'Île-d'Yeu                  |         | 46° 42′ 53″ nord, 2° 20′ 16″ ouest |                |            |      | Chapelle du Père-de-Montfort de Ker-Châlon                                             |
| Chapelle Notre-Dame-de-la-Bonne-Nouvelle de La Meule                                   | L'Île-d'Yeu                  |         | 46° 41′ 39″ nord, 2° 20′ 37″ ouest |                |            |      | Chapelle Notre-Dame-de-la-Bonne-Nouvelle de La Meule                                   |
| Chapelle Notre-Dame-de-la-Paix de l'Île-d'Yeu                                          | L'Île-d'Yeu                  |         | 46° 43′ 18″ nord, 2° 21′ 49″ ouest |                |            |      | Image manquante Téléverser                                                             |
| Chapelle Notre-Dame-des-Flots de Fromentine                                            | La Barre-de-Monts            |         | 46° 53′ 24″ nord, 2° 08′ 24″ ouest |                |            |      | Chapelle Notre-Dame-des-Flots de Fromentine                                            |
| Chapelle Saint-Jean-Paul II de Saint-Hilaire du Bois                                   | La Caillère-Saint-Hilaire    |         | 46° 38′ 15″ nord, 0° 56′ 58″ ouest |                |            |      | Image manquante Téléverser                                                             |
| Chapelle Notre-Dame-de-Garreau de La Chapelle-Hermier                                  | La Chapelle-Hermier          |         | 46° 40′ 51″ nord, 1° 41′ 17″ ouest |                |            |      | Image manquante Téléverser                                                             |
| Chapelle Notre-Dame-de-Garreau de La Chapelle-Hermier                                  | La Chapelle-Hermier          |         | 46° 40′ 51″ nord, 1° 41′ 17″ ouest |                |            |      | Image manquante Téléverser                                                             |
| Chapelle Notre-Dame-de-la-Miséricorde de La Chapelle-Palluau                           | La Chapelle-Palluau          |         | 46° 46′ 54″ nord, 1° 37′ 20″ ouest |                |            |      | Chapelle Notre-Dame-de-la-Miséricorde de La Chapelle-Palluau                           |
| Chapelle Notre-Dame-de-Toutes-Grâces de La Chapelle-aux-Lys                            | La Chapelle-aux-Lys          |         | 46° 37′ 37″ nord, 0° 39′ 45″ ouest |                |            |      | Image manquante Téléverser                                                             |
| Chapelle Notre-Dame-des-Victoires de La Garnache                                       | La Garnache                  |         | 46° 53′ 21″ nord, 1° 49′ 35″ ouest |                |            |      | Chapelle Notre-Dame-des-Victoires de La Garnache                                       |
| Chapelle Sainte-Radegonde de la Genétouze                                              | La Genétouze                 |         | 46° 44′ 15″ nord, 1° 30′ 06″ ouest |                |            |      | Chapelle Sainte-Radegonde de la Genétouze                                              |
| Chapelle du monastère de Prémontrés du Lieu Dieu                                       | La Genétouze                 |         | 46° 42′ 49″ nord, 1° 29′ 56″ ouest |                |            |      | Chapelle du monastère de Prémontrés du Lieu Dieu                                       |
| Chapelle de la Baudrière                                                               | La Meilleraie-Tillay         |         | 46° 44′ 58″ nord, 0° 48′ 58″ ouest |                |            |      | Image manquante Téléverser                                                             |
| Chapelle de Tillay                                                                     | La Meilleraie-Tillay         |         | 46° 44′ 13″ nord, 0° 53′ 41″ ouest |                |            |      | Image manquante Téléverser                                                             |
| Chapelle de la Croix-de-Jérusalem du sanctuaire de la Salette                          | La Rabatelière               |         | 46° 51′ 50″ nord, 1° 14′ 42″ ouest |                |            |      | Chapelle de la Croix-de-Jérusalem du sanctuaire de la Salette                          |
| Chapelle du Chêne de la Menantonnière                                                  | La Rabatelière               |         | 46° 52′ 17″ nord, 1° 15′ 28″ ouest |                |            |      | Chapelle du Chêne de la Menantonnière                                                  |
| Chapelle Notre-Dame-des-Sept-Douleurs dite Tour du Rosaire du sanctuaire de la Salette | La Rabatelière               |         | 46° 51′ 51″ nord, 1° 14′ 44″ ouest |                |            |      | Chapelle Notre-Dame-des-Sept-Douleurs dite Tour du Rosaire du sanctuaire de la Salette |
| Chapelle de la Miséricorde du foyer Sainte-Thérèse de La Roche-sur-Yon                 | La Roche-sur-Yon             |         | 46° 40′ 21″ nord, 1° 25′ 13″ ouest |                |            |      | Image manquante Téléverser                                                             |
| Chapelle des Oblats de Saint-Vincent-de-Paul de La Roche-sur-Yon                       | La Roche-sur-Yon             |         | 46° 39′ 42″ nord, 1° 25′ 19″ ouest |                |            |      | Image manquante Téléverser                                                             |
| Chapelle du monastère de la Visitation de La Roche-sur-Yon                             | La Roche-sur-Yon             |         | 46° 40′ 34″ nord, 1° 25′ 15″ ouest |                |            |      | Image manquante Téléverser                                                             |
| Chapelle Notre-Dame de la Brossardière                                                 | La Tardière                  |         | 46° 39′ 35″ nord, 0° 44′ 44″ ouest |                |            |      | Chapelle Notre-Dame de la Brossardière                                                 |
| Chapelle de la Grière                                                                  | La Tranche-sur-Mer           |         | 46° 20′ 53″ nord, 1° 24′ 34″ ouest |                |            |      | Image manquante Téléverser                                                             |
| Chapelle du prieuré Saint-Jean-l'Évangéliste de Fontaine                               | Le Bernard                   |         | 46° 25′ 47″ nord, 1° 25′ 28″ ouest |                |            |      | Image manquante Téléverser                                                             |
| Chapelle Notre-Dame-de-Toutes-Grâces du Boupère                                        | Le Boupère                   |         | 46° 47′ 41″ nord, 0° 55′ 44″ ouest |                |            |      | Image manquante Téléverser                                                             |
| Chapelle de la Funerie                                                                 | Les Brouzils                 |         | 46° 54′ 54″ nord, 1° 19′ 05″ ouest |                |            |      | Image manquante Téléverser                                                             |
| Chapelle Notre-Dame-de-la-Salette des Brouzils                                         | Les Brouzils                 |         | 46° 53′ 13″ nord, 1° 19′ 30″ ouest |                |            |      | Image manquante Téléverser                                                             |
| Chapelle Saint-Jean-Baptiste des Epesses                                               | Les Epesses                  |         | 46° 53′ 01″ nord, 0° 53′ 56″ ouest | « PA00110088 » | Inscrit MH | 1965 | Chapelle Saint-Jean-Baptiste des Epesses                                               |
| Chapelle de la Colonne des Epesses                                                     | Les Epesses                  |         | 46° 53′ 12″ nord, 0° 53′ 56″ ouest |                |            |      | Image manquante Téléverser                                                             |
| Chapelle du Mont-des-Alouettes                                                         | Les Herbiers                 |         | 46° 53′ 38″ nord, 1° 00′ 26″ ouest |                |            |      | Chapelle du Mont-des-Alouettes                                                         |
| Chapelle du lycée Jean XXIII des Herbiers                                              | Les Herbiers                 |         | 46° 51′ 54″ nord, 1° 01′ 39″ ouest |                |            |      | Image manquante Téléverser                                                             |
| Chapelle de la Salette des Landes-Genusson                                             | Les Landes-Genusson          |         | 46° 57′ 45″ nord, 1° 07′ 01″ ouest |                |            |      | Image manquante Téléverser                                                             |
| Chapelle Saint René des Landes-Genusson                                                | Les Landes-Genusson          |         | 46° 57′ 54″ nord, 1° 07′ 07″ ouest |                |            |      | Image manquante Téléverser                                                             |
| Chapelle Notre-Dame du Petit Luc                                                       | Les Lucs-sur-Boulogne        |         | 46° 50′ 48″ nord, 1° 29′ 10″ ouest |                |            |      | Chapelle Notre-Dame du Petit Luc                                                       |
| Chapelle Notre-Dame-de-Lourdes de Beugné l'Abbé                                        | Les Magnils-Reigniers        |         | 46° 27′ 37″ nord, 1° 12′ 08″ ouest |                |            |      | Image manquante Téléverser                                                             |
| Chapelle de la communauté des Béatitudes de la Chaume                                  | Les Sables-d'Olonne          |         | 46° 29′ 40″ nord, 1° 48′ 22″ ouest |                |            |      | Image manquante Téléverser                                                             |
| Chapelle du prieuré Saint-Nicolas des Sables-d'Olonne                                  | Les Sables-d'Olonne          |         | 46° 29′ 24″ nord, 1° 47′ 41″ ouest |                |            |      | Chapelle du prieuré Saint-Nicolas des Sables-d'Olonne                                  |
| Chapelle du Sacré-Cœur des Sables-d'Olonne                                             | Les Sables-d'Olonne          |         | 46° 29′ 47″ nord, 1° 46′ 54″ ouest |                |            |      | Image manquante Téléverser                                                             |
| Chapelle Notre-Dame-de-Bonne-Espérance des Sables-d'Olonne                             | Les Sables-d'Olonne          |         | 46° 29′ 36″ nord, 1° 46′ 35″ ouest |                |            |      | Image manquante Téléverser                                                             |
| Chapelle des Ursulines d'Olonne-sur-Mer                                                | Les Sables-d'Olonne          |         | 46° 32′ 09″ nord, 1° 46′ 29″ ouest |                |            |      | Chapelle des Ursulines d'Olonne-sur-Mer                                                |
| Chapelle Notre-Dame-des-Coussais                                                       | Les Velluire-sur-Vendée      |         | 46° 25′ 54″ nord, 0° 53′ 59″ ouest | « PA00110307 » | Inscrit MH | 1991 | Image manquante Téléverser                                                             |
| Chapelle des Conches                                                                   | Longeville-sur-Mer           |         | 46° 23′ 16″ nord, 1° 28′ 08″ ouest |                |            |      | Image manquante Téléverser                                                             |
| Chapelle du Carmel de Luçon                                                            | Luçon                        |         | 46° 27′ 10″ nord, 1° 10′ 05″ ouest |                |            |      | Image manquante Téléverser                                                             |
| Chapelle du grand Séminaire de Luçon                                                   | Luçon                        |         | 46° 27′ 28″ nord, 1° 10′ 36″ ouest |                |            |      | Image manquante Téléverser                                                             |
| Chapelle Sainte-Madeleine de Luçon                                                     | Luçon                        |         | 46° 27′ 06″ nord, 1° 10′ 10″ ouest |                |            |      | Image manquante Téléverser                                                             |
| Chapelle Sainte-Thérèse des Missionnaires de la Plaine de Luçon                        | Luçon                        |         | 46° 27′ 11″ nord, 1° 10′ 08″ ouest |                |            |      | Image manquante Téléverser                                                             |
| Chapelle Sainte-Ursule du couvent des Ursulines de Luçon                               | Luçon                        |         | 46° 27′ 29″ nord, 1° 10′ 04″ ouest |                |            |      | Image manquante Téléverser                                                             |
| Chapelle Notre-Dame de la Salette de Martinet                                          | Martinet                     |         | 46° 40′ 31″ nord, 1° 40′ 43″ ouest |                |            |      | Image manquante Téléverser                                                             |
| Chapelle dite du Père de Montfort                                                      | Mervent                      |         | 46° 32′ 35″ nord, 0° 46′ 49″ ouest |                |            |      | Chapelle dite du Père de Montfort                                                      |
| Chapelle du Nay                                                                        | Mervent                      |         | 46° 32′ 39″ nord, 0° 44′ 08″ ouest |                |            |      | Image manquante Téléverser                                                             |
| Chapelle de la Roche Pépin                                                             | Montaigu-Vendée              |         | 46° 56′ 11″ nord, 1° 15′ 28″ ouest |                |            |      | Image manquante Téléverser                                                             |
| Chapelle de la Rondaire                                                                | Montaigu-Vendée              |         | 46° 55′ 16″ nord, 1° 16′ 23″ ouest |                |            |      | Image manquante Téléverser                                                             |
| Chapelle Saint-Léonard de Montaigu                                                     | Montaigu-Vendée              |         | 46° 58′ 28″ nord, 1° 18′ 50″ ouest |                |            |      | Image manquante Téléverser                                                             |
| Chapelle du Hallay de Boufféré                                                         | Montaigu-Vendée              |         | 46° 56′ 27″ nord, 1° 20′ 59″ ouest |                |            |      | Chapelle du Hallay de Boufféré                                                         |
| Chapelle du Meslay                                                                     | Montaigu-Vendée              |         | 46° 58′ 30″ nord, 1° 16′ 35″ ouest |                |            |      | Chapelle du Meslay                                                                     |
| Chapelle du château de la Sénardière                                                   | Montaigu-Vendée              |         | 46° 58′ 16″ nord, 1° 20′ 33″ ouest |                |            |      | Chapelle du château de la Sénardière                                                   |
| Chapelle du château de la Lande                                                        | Montaigu-Vendée              |         | 46° 59′ 29″ nord, 1° 19′ 45″ ouest |                |            |      | Chapelle du château de la Lande                                                        |
| Chapelle du centre spirituel Pierre Monnereau de l'Épiardière                          | Montréverd                   |         | 46° 54′ 24″ nord, 1° 27′ 23″ ouest |                |            |      | Image manquante Téléverser                                                             |
| Chapelle du château de la Chabotterie                                                  | Montréverd                   |         | 46° 52′ 47″ nord, 1° 24′ 20″ ouest |                |            |      | Chapelle du château de la Chabotterie                                                  |
| Chapelle Notre-Dame-de-la-Salette de Mormaison                                         | Montréverd                   |         | 46° 54′ 25″ nord, 1° 27′ 17″ ouest |                |            |      | Chapelle Notre-Dame-de-la-Salette de Mormaison                                         |
| Chapelle de l'hôpital Saint-Alexandre de Mortagne-sur-Sèvre                            | Mortagne-sur-Sèvre           |         | 46° 59′ 33″ nord, 0° 56′ 56″ ouest |                |            |      | Image manquante Téléverser                                                             |
| Chapelle Notre-Dame-de-l'Assomption dite chapelle du Pont de Mortagne-sur-Sèvre        | Mortagne-sur-Sèvre           |         | 46° 59′ 12″ nord, 0° 57′ 31″ ouest |                |            |      | Chapelle Notre-Dame-de-l'Assomption dite chapelle du Pont de Mortagne-sur-Sèvre        |
| Chapelle Saint-Lazare de Mortagne-sur-Sèvre                                            | Mortagne-sur-Sèvre           |         | 46° 59′ 54″ nord, 0° 57′ 19″ ouest |                |            |      | Chapelle Saint-Lazare de Mortagne-sur-Sèvre                                            |
| Chapelle Saint-Michel de Mortagne-sur-Sèvre                                            | Mortagne-sur-Sèvre           |         | 46° 59′ 43″ nord, 0° 56′ 51″ ouest |                |            |      | Chapelle Saint-Michel de Mortagne-sur-Sèvre                                            |
| Chapelle des sœurs du Pont Dogue de Mouilleron-en-Pareds                               | Mouilleron-Saint-Germain     |         | 46° 40′ 37″ nord, 0° 50′ 49″ ouest |                |            |      | Image manquante Téléverser                                                             |
| Chapelle Saint-Jean-et-Saint-Bernard de Moulins et Rochers de Mouilleron               | Mouilleron-Saint-Germain     |         | 46° 40′ 23″ nord, 0° 49′ 45″ ouest |                |            |      | Image manquante Téléverser                                                             |
| Chapelle de Chevrette                                                                  | Nalliers                     |         | 46° 28′ 30″ nord, 1° 03′ 45″ ouest |                |            |      | Image manquante Téléverser                                                             |
| Chapelle du Grand Vieil                                                                | Noirmoutier-en-l'Île         |         | 47° 01′ 26″ nord, 2° 15′ 06″ ouest |                |            |      | Chapelle du Grand Vieil                                                                |
| Chapelle Notre-Dame de Bois de la Chaise                                               | Noirmoutier-en-l'Île         |         | 47° 00′ 39″ nord, 2° 13′ 38″ ouest |                |            |      | Image manquante Téléverser                                                             |
| Chapelle Notre-Dame-de-Pitié dite chapelle des Martyrs de Banzeau                      | Noirmoutier-en-l'Île         |         | 46° 59′ 56″ nord, 2° 14′ 24″ ouest |                |            |      | Image manquante Téléverser                                                             |
| Chapelle de l'abbaye du château de Bois Grolland                                       | Poiroux                      |         | 46° 31′ 22″ nord, 1° 32′ 50″ ouest |                |            |      | Image manquante Téléverser                                                             |
| Chapelle Sainte-Marie de Réaumur                                                       | Réaumur                      |         | 46° 43′ 16″ nord, 0° 48′ 01″ ouest |                |            |      | Image manquante Téléverser                                                             |
| Chapelle des Moulières                                                                 | Saint-Georges-de-Pointindoux |         | 46° 39′ 04″ nord, 1° 37′ 42″ ouest |                |            |      | Image manquante Téléverser                                                             |
| Chapelle Notre-Dame-du-Rosaire des Fournils                                            | Saint-Germain-de-Prinçay     |         | 46° 42′ 49″ nord, 1° 03′ 13″ ouest |                |            |      | Image manquante Téléverser                                                             |
| Chapelle Saint-Joseph de la Bodinière                                                  | Saint-Germain-de-Prinçay     |         | 46° 43′ 08″ nord, 1° 01′ 33″ ouest |                |            |      | Image manquante Téléverser                                                             |
| Chapelle de l'Immaculée-Conception de Saint-Gervais                                    | Saint-Gervais                |         | 46° 55′ 03″ nord, 1° 59′ 21″ ouest |                |            |      | Image manquante Téléverser                                                             |
| Chapelle des morts 1914-18 de Saint-Gilles-Croix-de-Vie                                | Saint-Gilles-Croix-de-Vie    |         | 46° 41′ 57″ nord, 1° 56′ 20″ ouest |                |            |      | Image manquante Téléverser                                                             |
| Chapelle de Sion-sur-l'Océan                                                           | Saint-Hilaire-de-Riez        |         | 46° 42′ 37″ nord, 1° 58′ 43″ ouest |                |            |      | Image manquante Téléverser                                                             |
| Chapelle Notre-Dame-de-Pitié de Saint-Hilaire-de-Riez                                  | Saint-Hilaire-de-Riez        |         | 46° 43′ 12″ nord, 1° 56′ 35″ ouest |                |            |      | Chapelle Notre-Dame-de-Pitié de Saint-Hilaire-de-Riez                                  |
| Chapelle Sainte-Marie de l'océan de Sion-sur-l'Océan                                   | Saint-Hilaire-de-Riez        |         | 46° 42′ 29″ nord, 1° 58′ 38″ ouest |                |            |      | Chapelle Sainte-Marie de l'océan de Sion-sur-l'Océan                                   |
| Chapelle désacralisée des Mottes                                                       | Saint-Jean-de-Beugné         |         | 46° 31′ 37″ nord, 1° 07′ 17″ ouest |                |            |      | Image manquante Téléverser                                                             |
| Chapelle dite des Goélands du Devallon                                                 | Saint-Jean-de-Monts          |         | 46° 47′ 04″ nord, 2° 04′ 05″ ouest |                |            |      | Image manquante Téléverser                                                             |
| Chapelle d'Orouet                                                                      | Saint-Jean-de-Monts          |         | 46° 45′ 47″ nord, 1° 59′ 47″ ouest |                |            |      | Image manquante Téléverser                                                             |
| Chapelle Sainte-Thérèse de Saint-Jean-de-Monts                                         | Saint-Jean-de-Monts          |         | 46° 46′ 42″ nord, 2° 03′ 00″ ouest |                |            |      | Image manquante Téléverser                                                             |
| Chapelle de la Passion, au Calvaire de Saint-Laurent-sur-Sèvre                         | Saint-Laurent-sur-Sèvre      |         | 46° 57′ 34″ nord, 0° 53′ 47″ ouest |                |            |      | Chapelle de la Passion, au Calvaire de Saint-Laurent-sur-Sèvre                         |
| Chapelle de la Sagesse de Saint-Laurent-sur-Sèvre                                      | Saint-Laurent-sur-Sèvre      |         | 46° 57′ 25″ nord, 0° 53′ 23″ ouest |                |            |      | Chapelle de la Sagesse de Saint-Laurent-sur-Sèvre                                      |
| Chapelle à Saint-Laurent-sur-Sèvre                                                     | Saint-Laurent-sur-Sèvre      |         | 46° 57′ 20″ nord, 0° 53′ 29″ ouest |                |            |      | Image manquante Téléverser                                                             |
| Chapelle de Saint-Laurent-sur-Sèvre                                                    | Saint-Laurent-sur-Sèvre      |         | 46° 57′ 32″ nord, 0° 53′ 14″ ouest |                |            |      | Image manquante Téléverser                                                             |
| Chapelle des Frères de Saint-Gabriel de Saint-Laurent-sur-Sèvre                        | Saint-Laurent-sur-Sèvre      |         | 46° 57′ 38″ nord, 0° 53′ 25″ ouest |                |            |      | Image manquante Téléverser                                                             |
| Chapelle des Missionnaires Montfortains de Saint-Laurent-sur-Sèvre                     | Saint-Laurent-sur-Sèvre      |         | 46° 57′ 29″ nord, 0° 53′ 27″ ouest |                |            |      | Chapelle des Missionnaires Montfortains de Saint-Laurent-sur-Sèvre                     |
| Chapelle Sainte-Anne de Saint-Laurent-sur-Sèvre                                        | Saint-Laurent-sur-Sèvre      |         | 46° 57′ 04″ nord, 0° 53′ 36″ ouest |                |            |      | Chapelle Sainte-Anne de Saint-Laurent-sur-Sèvre                                        |
| Chapelle Saint-Gabriel de Saint-Laurent-sur-Sèvre                                      | Saint-Laurent-sur-Sèvre      |         | 46° 57′ 38″ nord, 0° 53′ 28″ ouest |                |            |      | Chapelle Saint-Gabriel de Saint-Laurent-sur-Sèvre                                      |
| Chapelle Saint-Joseph des Sœurs de la Sagesse de Saint-Laurent-sur-Sèvre               | Saint-Laurent-sur-Sèvre      |         | 46° 57′ 23″ nord, 0° 53′ 28″ ouest |                |            |      | Chapelle Saint-Joseph des Sœurs de la Sagesse de Saint-Laurent-sur-Sèvre               |
| Chapelle de l'école des Saints-Cœurs-de-Jésus-et-Marie de la Morinière                 | Saint-Malô-du-Bois           |         | 46° 54′ 58″ nord, 0° 56′ 27″ ouest |                |            |      | Image manquante Téléverser                                                             |
| Chapelle des Notre-Dame-des-Martyrs de Saint-Martin-des-Tilleuls                       | Saint-Martin-des-Tilleuls    |         | 46° 58′ 28″ nord, 1° 02′ 49″ ouest |                |            |      | Image manquante Téléverser                                                             |
| Chapelle de l'Audrière                                                                 | Saint-Mesmin                 |         | 46° 49′ 20″ nord, 0° 46′ 36″ ouest | « PA00110255 » | Inscrit MH | 1988 | Chapelle de l'Audrière                                                                 |
| Chapelle du Puy Bertonneau                                                             | Saint-Mesmin                 |         | 46° 48′ 54″ nord, 0° 44′ 03″ ouest |                |            |      | Image manquante Téléverser                                                             |
| Chapelle de la Dire                                                                    | Saint-Michel-en-l'Herm       |         | 46° 18′ 13″ nord, 1° 15′ 13″ ouest | « PA00110257 » | Inscrit MH | 1983 | Image manquante Téléverser                                                             |
| Chapelle du prieuré de Grammont                                                        | Saint-Prouant                |         | 46° 44′ 55″ nord, 0° 59′ 08″ ouest | « PA00110263 » | Inscrit MH | 1987 | Chapelle du prieuré de Grammont                                                        |
| Chapelle de Malcôte                                                                    | Saint-Vincent-sur-Graon      |         | 46° 31′ 52″ nord, 1° 25′ 15″ ouest |                |            |      | Image manquante Téléverser                                                             |
| Chapelle de la Vierge de la Maladrie                                                   | Saint-Étienne-du-Bois        |         | 46° 48′ 20″ nord, 1° 37′ 54″ ouest |                |            |      | Image manquante Téléverser                                                             |
| Chapelle Notre-Dame des Martyrs du Bas-Poitou de la Tulévrière                         | Saint-Étienne-du-Bois        |         | 46° 51′ 01″ nord, 1° 33′ 03″ ouest |                |            |      | Chapelle Notre-Dame des Martyrs du Bas-Poitou de la Tulévrière                         |
| Chapelle Saint-Brice de Sainte-Pexine                                                  | Sainte-Pexine                |         | 46° 33′ 17″ nord, 1° 08′ 43″ ouest |                |            |      | Image manquante Téléverser                                                             |
| Chapelle Notre-Dame-de-Lorette de La Flocellière                                       | Sèvremont                    |         | 46° 50′ 00″ nord, 0° 51′ 46″ ouest | « PA85000008 » | Inscrit MH | 1997 | Chapelle Notre-Dame-de-Lorette de La Flocellière                                       |
| Chapelle de la Manelière                                                               | Sèvremont                    |         | 46° 50′ 00″ nord, 0° 51′ 47″ ouest |                |            |      | Image manquante Téléverser                                                             |
| Chapelle de la Vierge-Immaculée de la Rabinière                                        | Sèvremont                    |         | 46° 52′ 20″ nord, 0° 49′ 39″ ouest |                |            |      | Image manquante Téléverser                                                             |
| Chapelle Notre-Dame de Maison Pré                                                      | Sèvremont                    |         | 46° 50′ 02″ nord, 0° 51′ 21″ ouest |                |            |      | Image manquante Téléverser                                                             |
| Chapelle Notre-Dame de Châteaumur                                                      | Sèvremont                    |         | 46° 51′ 19″ nord, 0° 49′ 12″ ouest |                |            |      | Image manquante Téléverser                                                             |
| Chapelle Notre-Dame-du-Mont-Carmel dite chapelle du Carmel de la Flocellière           | Sèvremont                    |         | 46° 50′ 02″ nord, 0° 51′ 21″ ouest |                |            |      | Image manquante Téléverser                                                             |
| Chapelle Notre-Dame de Bourgenay                                                       | Talmont-Saint-Hilaire        |         | 46° 26′ 33″ nord, 1° 40′ 32″ ouest |                |            |      | Image manquante Téléverser                                                             |
| Chapelle Saint-Vincent du château de Tiffauges                                         | Tiffauges                    |         | 47° 00′ 57″ nord, 1° 06′ 51″ ouest |                |            |      | Chapelle Saint-Vincent du château de Tiffauges                                         |
| Chapelle de la Salette de Treize-Septiers                                              | Treize-Septiers              |         | 46° 59′ 01″ nord, 1° 13′ 49″ ouest |                |            |      | Chapelle de la Salette de Treize-Septiers                                              |
| Chapelle Sainte-Élizabeth de Treize-Vents                                              | Treize-Vents                 |         | 46° 55′ 09″ nord, 0° 51′ 01″ ouest |                |            |      | Image manquante Téléverser                                                             |